# Silverpilen (soptåg)

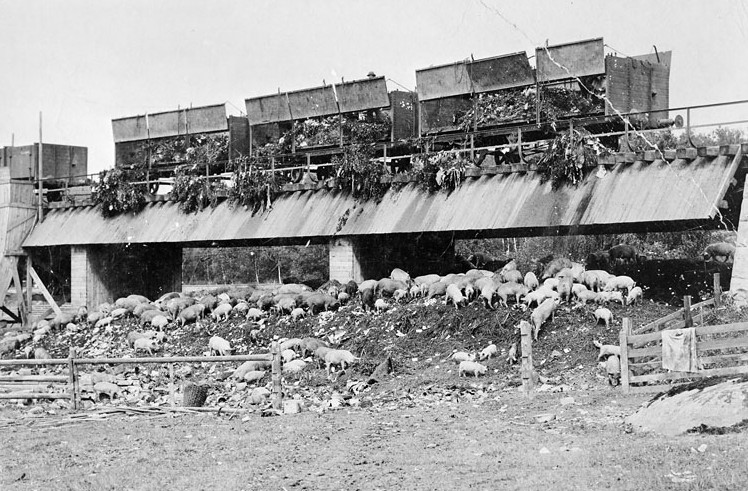
Grisar fick sortera sopor från "silverpilen" på Lövsta, ca 1900.

Silverpilen var en populärbenämning på det tåg som körde sopor till Lövsta sopstation i nordvästra Stockholm.
Under 1880-talet etablerades Stockholms sophantering i Lövsta. För att möta det ökande transportbehovet anlades 1889 Spånga–Lövsta järnväg, SLJ. 
Silverpilen kallades i folkmun det soptåg som körde två gånger dagligen under mitten av 1900-talet. Namnet fick det då vagnarna var silver- och gråfärgade och hastigheten var tämligen låg. Ett tåg kunde bestå av upp till 50 vagnar och hade en hastighet på cirka 35-40 km/h.
Sedan soptåget tagits ur trafik 1970 överfördes benämningen på en typ av tunnelvagnar i Stockholms tunnelbana, de silverfärgade C5-vagnarna.